# Coppa dei Balcani 1986
La Coppa dei Balcani per club 1986 è stata la ventiduesima edizione della Coppa dei Balcani, la competizione per squadre di club della penisola balcanica e Turchia.
È stata vinta dai bulgari dello Slavia Sofia, al loro primo titolo.

## Squadre partecipanti
Le compagini dalla Jugoslavia non partecipano.
| Squadra         | Stagione 1985-86                      |
| --------------- | ------------------------------------- |
| Vllaznia        | 6º in Albania                         |
| Slavia Sofia    | 3º in Bulgaria                        |
| Botev Vraca     | 12º in Bulgaria                       |
| Īraklīs         | 4º in Grecia. Detentore Coppa Balcani |
| Paniōnios       | 6º in Grecia                          |
| —               | Jugoslavia                            |
| Gloria Buzău    | 15º in Romania                        |
| ASA Târgu Mureș | 17º in Romania                        |
| Trabzonspor     | 7º in Turchia                         |

## Quarti di finale
Il Trabzonspor si è ritirato.
| Squadra 1   | Totale | Squadra 2       | Andata | Ritorno |
| ----------- | ------ | --------------- | ------ | ------- |
| Vllaznia    | 0–3    | Gloria Buzău    | 0–0    | 0–3     |
| Botev Vraca | 3–6    | Paniōnios       | 1–3    | 2–3     |
| Īraklīs     | 6–5    | ASA Târgu Mureș | 4–1    | 2–4     |
| Trabzonspor | —      | Slavia Sofia    | —      | —       |

### Andata
| Scutari 25 febbraio 1986 | Vllaznia | 0 – 0 | Gloria Buzău | Stadiumi Vojo Kushi |

| Vraca 25 febbraio 1986 | Botev Vraca | 1 – 3 | Paniōnios | Stadio Hristo Botev |

| Salonicco 30 aprile 1986 | Īraklīs | 4 – 1 | ASA Târgu Mureș | Stadio Kaftanzogleio |

### Ritorno
| Buzău 25 marzo 1986 | Gloria Buzău | 3 – 0 | Vllaznia | Stadio Crâng |

| Nea Smyrnī 25 marzo 1986 | Paniōnios | 3 – 2 | Botev Vraca | Stadio di Nea Smyrnī |

| Târgu Mureș 28 maggio 1986 | ASA Târgu Mureș | 4 – 2 | Īraklīs | Stadionul 23 August |

## Semifinali
L'Īraklīs si è ritirato.
| Squadra 1 | Totale | Squadra 2    | Andata | Ritorno |
| --------- | ------ | ------------ | ------ | ------- |
| Paniōnios | 4–2    | Gloria Buzău | 3–1    | 1–1     |
| Īraklīs   | —      | Slavia Sofia | —      | —       |

### Andata
| Nea Smyrnī 30 aprile 1986 | Paniōnios | 3 – 1 | Botev Vraca | Stadio di Nea Smyrnī |

### Ritorno
| Buzău 28 maggio 1986 | Gloria Buzău | 1 – 1 | Paniōnios | Stadio Crâng |

## Finale
| Squadra 1    | Totale | Squadra 2 | Andata | Ritorno |
| ------------ | ------ | --------- | ------ | ------- |
| Slavia Sofia | 5–3    | Paniōnios | 3–0    | 2–3     |

| Arbitro: | Mustățea (Romania) |

| |            | |
| Aleksandrov 30’, 82’ Simeonov 60’                                                                                    | Marcatori  | |
| Ananiev Dimitrov Haidarliev Grekov Tachev Iliev (75' Boskov) Rankov Aldev (87' Marinov) Aleksandrov Simeonov Mironov | Formazioni | Filippou Berios Gravanis Papachristopoulos Chalkidis Kanaras Aposporis Tzikas (69' Paulopoulos) Owen (46' Karamichalos) Lima Tsiantakis |
| Mladenov | Allenatori | Braems |

| Arbitro: | Namin Hoca (Albania) |

| |            | |
| Mavrikis 5’ Owen 17’ (rig.), 23’ (rig.)                                                                                                | Marcatori  | 63’ Mironov 67’ Aleksandrov                                                                                          |
| Manikas Berios Papoulidis Papachristopoulos Chalkidis Aposporis Mavrikis (84' Kiousis) Tsiantakis Owen (79' Kanaras) Lima Karamichalos | Formazioni | Ananiev Dimitrov Haidarliev Grekov Tachev Iliev Radkov Aldev (75' Riskov) Aleksandrov Simeonov Mironov (72' Marinov) |
| Braems | Allenatori | Mladenov |